# أم عبيس
أم عبيس (بالعربية: أُمُّ عُبَيْسٍ) أو أم عميس كانت من صحابة النبي محمد.
وكانت جارية في مكة واعتنقت الإسلام مبكراً، بعد عام 614 تعرضت للتعذيب في محاولة لإجبارها على التخلي عن إيمانها، فاشتراها أبو بكر فأعتقها، رداً على شراء هؤلاء العبيد احتج والد أبو بكر قائلاً: "أرى أنكم تحررون العبيد الضعفاء، لماذا لا تحررون الأقوياء الذين يمكنهم الدفاع عنكم وحمايتهم" فقال أبو بكر: إنما أحاول ما أحاول في سبيل الله.
وكانت لأم عبيس أخت هي حارثة بنت المؤمل.
ويقال أحياناً أن أم عبيس هي بنت النهدية، والظاهر أن هذا يرجع إلى ألفاظ ابن سعد الغامضة، إلا أن ابن إسحاق يوضح أن أم عبيس وابنة النهديه كانتا مختلفتين، وقد اشتراهما أبو بكر وأعتقاهما.

## أنظر أيضا
- قائمة الصحابة غير العرب
- رأي أهل السنة في الصحابة

## روابط خارجية
- http://www.witness-pioneer.org/vil/Articles/companion/02_abu_bakr.htm
- https://web.archive.org/web/20050421200507/http://www.islamic-paths.org/Home/English/Muhammad/Book/Millennium_Biography/Chapter_030.htm
- http://www.witness-pioneer.org/vil/Books/HT_wims/chapter_1.htm
- http://www.muslimaccess.com/sunnah/seerah/10a.htm